# Vampirinis
Els vampirinis (Vampyrini) són una tribu de ratpenats fil·lostòmids formada per 5 gèneres i 10 espècies.

## Classificació
- Gènere Chrotopterus
  - Fals vampir llanós (Chrotopterus auritus)
- Gènere Lophostoma
  - Ratpenat d'orelles rodones del Brasil (Lophostoma brasiliense)
  - Ratpenat d'orelles rodones de Carriker (Lophostoma carrikeri)
  - Ratpenat d'orelles rodones de Davis (Lophostoma evotis)
  - Ratpenat d'orelles rodones de Schulz (Lophostoma schulzi)
  - Ratpenat d'orelles rodones de D'Orbigny (Lophostoma silvicolum)
- Gènere Tonatia
  - Ratpenat d'orelles rodones de Spix (Tonatia bidens)
  - Tonatia saurophila
- Gènere Trachops
  - Ratpenat de llavis orlats (Trachops cirrhosus)
- Gènere Vampyrum
  - Fals vampir americà (Vampyrum spectrum)